# Oracle SQL Developer
Oracle SQL Developer — интегрированная среда разработки на языках SQL и PL/SQL, с возможностью администрирования баз данных, ориентирована на применение в среде Oracle Database.
Корпорация Oracle предоставляет продукт бесплатно. Сама среда написана на языке программирования Java, работает на всех платформах, где доступна среда выполнения Java SE.

## Дополнения
Oracle SQL Developer изначально поддерживает работу с Oracle Database, существуют плагины, обеспечивающие подключение из среды к другим системам управления базами данных, в частности, реализован доступ к IBM DB2, Microsoft Access, Microsoft SQL Server, MySQL, Sybase ASE, Teradata Database.
По состоянию на март 2009 года среда переведена на японский, испанский, итальянский, немецкий, французский, бразильский португальский, упрощённый китайский и корейский языки.

## Компоненты
Oracle SQL Developer поставляется с OWA (Oracle Web Agent, или mod_plsql) — модулем расширения для веб-сервера Apache, помогающем в создании динамических веб-страниц с использованием PL/SQL с Oracle SQL Developer.

## Расширения
В среде поддержана возможность создания расширений, обеспечивающих её дополнительными возможностями. Некоторые расширения разрабатываются в корпорации Oracle, есть большая серия расширений, написанная сторонними разработчиками. Например, есть расширения, обеспечивающие картографический просмотр хранимой в базе данных геоинформации или обеспечивающие визуальное создание ER-диаграмм.

## SQL Developer Data Modeler
Расширенная версия SQL Developer, включающая возможность визуального моделирования ER-моделей, генерацию схем данных и реверс-инжиниринг баз данных поставляется как отдельный продукт (также бесплатно), под наименованием SQL Developer Data Modeler.